# Kazuyoshi Akiyama
Kazuyoshi Akiyama,  (秋山 和慶?, Akiyama Kazuyoshi) (Tokyo, 2 gennaio 1941 – Tokyo, 26 gennaio 2025), è stato un direttore d'orchestra giapponese.

## Biografia
Nato in una famiglia di musicisti, studiò pianoforte alla Toho Gakuen School of Music, ma fu affascinato dall'attività di direzione di un compagno di studi, Seiji Ozawa. Studiò direzione d'orchestra con Hideo Saito. Nel 1974 Akiyama fece il suo debutto con l'Orchestra Sinfonica di Tokyo e nel giro di due mesi fu nominato direttore musicale e direttore d'orchestra fisso dell'orchestra.
Ricoprì numerosi incarichi di direzione a livello internazionale:
- Assistente direttore dell'Orchestra Sinfonica di Toronto (1968–1969)
- Direttore musicale dell'American Symphony Orchestra (1973–1978)
- Direttore musicale (1974–2004) e Direttore Laureato (2004 ad oggi) della Orchestra Sinfonica di Tokyo (1974–2004)[2]
- Direttore musicale (1972–1985) e Direttore Laureato (1985 ad oggi) della Vancouver Symphony Orchestra (1972–1985)
- Direttore musicale (1985–1993) e Direttore Emerito (1993 ad oggi) della Syracuse Symphony Orchestra
- Direttore Principale e Consulente musicale dell'Orchestra Sinfonica di Hiroshima (1998 ad oggi)[3]
- Direttore Principale e Consulente musicale della Kyushu Symphony
- Direttore ospite principale della Edmonton Symphony Orchestra (2004–2005)

Con la Sinfonica di Tokyo diresse le prime giapponesi di Moses und Aron di Schönberg, El Niño di John Adams e La piccola fiammiferaia di Lachenman.

## Premi
Akiyama fu il destinatario del Suntory Music Award del 1974. Nel 2001 fu insignito dal governo giapponese della Medaglia del Nastro Viola dell'Imperatore per il suo eccezionale contributo alla cultura musicale del Paese.